# 모개
모개(毛玠, ? ~ ?)는 후한 말기의 관료로, 자는 효선(孝先)이며 진류군 평구현(平丘縣) 사람이다. 행동이 겸손하고 개인 재산을 비축하지 않은 청렴한 사람이었다.

## 생애
젊어서 현리를 지내며 청렴하고 공정하다는 평가를 받았다. 형주로 피란하려 했으나, 형주목 유표의 정령이 명확하지 못하다는 말을 듣고 형주 북쪽의 노양에 머물고 있다가 연주를 손에 넣은 조조의 휘하에 들어갔다. 조조가 사공 · 승상을 역임하면서, 모개는 동조연이 되어 최염과 함께 관리 선발을 담당하였다. 이들은 청정과 절검을 주로 보았기에, 선비들은 청렴에 노력하였고 고관과 총신들도 법도를 준수하였다. 모개는 청탁을 받지 않아, 불만을 품은 사람들은 모개가 속한 동조를 없앨 것을 건의했으나, 조조는 도리어 모개를 비호하여 서조를 없앴다. 그러나 화흡 등에게서 단지 절검만을 법도로 삼는 것이 과해짐에 대한 우려도 받았다.
위나라가 갓 세워지고서 상서복야가 되었으며 여전히 인재 선발을 맡았다. 당시 태자가 정해지지 않고 임치후 조식이 총애를 받자, 조조에게 적서의 구분을 하지 않았다 집안이 망한 원소의 예를 들어 풍간했다.
216년, 최염이 처형을 당하자 내심 불만을 품었으나, 누군가가 이를 조조에게 비밀리에 고했고, 대노한 조조에게 투옥당했으며, 대리 종요의 심문을 받았으나 자신의 결백을 주장했다. 환계 · 화흡의 변호로 죽음은 면하였지만 면직되고 집에서 죽었다. 특히 화흡은 조조에게 모개와 모개를 고발한 사람 양쪽을 모두 엄밀하게 따져 보아야 한다고 했으나, 조조는 이 말을 듣지 않았다. 손성은 “위무(조조)는 이로 인해 형벌의 원칙을 잃었다.”라며 비난했다.
조비가 위왕으로 즉위하고서, 아들 모기를 낭중으로 임명했다.

## 《삼국지연의》에서의 모개
조조를 따라 공을 많이 세웠으며 내정수완에 뛰어나 농업을 중시하도록 진언했다.
조조가 유비를 공격할 때 모개는 족이 기습을 할 것이라고 했고, 과연 그렇해 돼 조조군은 승리를 거둔다. 이에 유비는 원소에게 몸을 의탁하러 간다.
채모, 장윤이 죽은 뒤 적벽대전(赤壁大戰)에서 우금과 수군도독을 맡았다.

## 가족 관계
- 모개
  - 모기(毛機) (아들)

## 같이 보기
- 삼국지 인물 목록